# Palais épiscopal de Carpentras
Le Palais épiscopal de Carpentras est un Bâtiment à Carpentras, dans le département de Vaucluse, siège de l'ancien évêché, actuellement utilisé comme Palais de justice. 

## Histoire
Le palais épiscopal de Carpentras est construit à partir de 1640, sur la demande d'Alexandre Bichi, évêque de la ville nommé dix ans plus tôt par Urbain VIII au siège épiscopal.  La construction a suivi les plans de François de Royers de la Valfenière, dans un style rappelant au donneur d'ordre son Italie natale. 
Durant la révolution française, l'édifice abrite les réunions du conseil municipal. 
Le bâtiment est devenu palais de justice en 1801. Il est classé au titre des monuments historiques depuis 1862.

## Construction
Le palais est doté d'une façade imposante de style italien. Ce nouveau palais prend la place d'un précédent palais épiscopal qui possédait une architecte militaire moyenâgeuse
La salle des Assises, autrefois salle des Etats du Comtat, est décorée sur ses quatre côtés d'une importante frise attribuée à Giovanni Francesco Romanelli (1610-1662). Le cardinal Bichi, ami des lettres et passionné des Arts, fit orner cette salle ainsi que d'autres par cet artiste italien. Les fresques de la salle des Assises témoigne d'un style décoratif exacerbé du XVIIe. 
Une restauration de ses fresques eut lieu en 1984. Une restauration déjà réclamée un siècle plus tôt par Monsieur Barjavel, historien local qui avait mis en évidence la poussière recouvrant les œuvres dont il était impossible de pouvoir admirer les détails. De même que les fresques, les peintures subirent une restauration importante dû aux dommages laissés par des infiltrations d'eau dans l'Atelier Maleset à Paris.  

## À voir aussi